# Lillögrundet
Lillögrundet är en ö belägen i norra Bottenviken, Kalix kommun.
Över ön sträcker sig en ås omkring 3–4 meter över havet från nordnordväst mot sydsydväst och vidare mot sydsydost ungefär parallellt med närmaste vatten. På övriga delar av ön förekommer lägre och delvis sank som på vårarna och vid mycket högt vatten kan vara vattendränkta. Öns nordöstligaste del, var tidigare en egen ö. Det är först under senare år man kunnat gå över till ”ön”. Den före detta ön benämndes ”Hedbergs ö”, efter den första stugägaren på ön. Den sydligaste udden på Lillögrund var också tidigare en ö som man endast vid mycket lågt vatten kunde promenera till, något som numera sällan är något problem. Höjdförhållandena tyder på att Lillögrund börjat stiga upp ur havet på 1600-talet. Brist på kartmaterial från denna tid. Landhöjningen 9 mm per år anses numera av vetenskapare inte bero på syndaflodens tillbakadragande utan av istidens minskade tryck på vårt land.
Marken består i huvudsak av morän. Sankmarkens förekomst framgår tydligt av kartmaterialet. Berg i dagen förekommer i mycket liten omfattning.

## Vegetation
Trädbeståndet på ön består till stor del av lövträd som björk, al, asp, rönn och sälg samt barrträden gran, tall och en. Gran och tall har ökat på bekostnad av lövträden. I synnerhet efter stormarna på 1980-talet då betydande mängder björk blåste omkull. Förekomsten av al har minskat betydligt de senaste 50 åren. Förekommer numera i huvudsak på öns sydligaste del, i anslutning till och på sankmarken mitt på ön och vid sydvästra och nordöstra uddarna. Förändringarna torde vara en följd av landhöjningen samt de gallringar som företagits i samband med bebyggelsen som uppförts på ön. Enar förekommer rikligt på öns högre partier. Rönnarna besöks främst vintertid av älg som konsumerar både kvistar och bark. Alarna på södra stränderna blir en del år illa åtgångna av havsisen som vid stormar pressas upp på land.
Längre tillbaka, ända till början av 1960-talet, vistades får sommartid på Lillögrund. Fåren rensade då alarna från löv upp till den höjd fåren nådde. När man åkte båt i skärgården såg man tydligt på vilka öar det fanns får.  Kor torde aldrig ha förekommit på Lillögrund.
Bär har plockats på Lillögrund i minst 150 år. Lingon, blåbär, hallon, åkerbär är vanliga bär. Smultron förekommer numera endast i liten omfattning. Hallonen, som tidigare kunde plockas i stor mängd, har minskat betydligt. De örter, som förekommer, torde vara desamma som på angränsande öar i norra Bottenviken med liknande natur. Havtorn har etablerats och strandvivan fortsätter att växa i takt med landhöjningen.

## Djurliv
Lillögrund besöks av älg, ren (inte varje år), rådjur och räv. Skogshare, ekorre och hermelin är vanliga på ön. Under senare år har mink ofta setts. Bisam har förekommit från slutet av 1950-talet till för några år sedan. Den minskar i hela området. Vanliga smådjur är grodor, paddor, ödlor och en och annan huggorm. De vanliga sjöfåglarna häckar i området. Svan och gäss har ökat i omfattning senaste decennierna. Fiskgjusen ses ofta liksom kungsörn och havsörn som numera inte är sällsynta. Säl kan ses främst vid islossningstid.

## Fisk
I omgivande vatten fiskas till husbehov abborre, gädda, sik och strömming.

## Omgivande vatten och öar
Normalvattendjupen närmast Lillögrund varierar från ca 1,5 m till några meter. Stränderna och sunden mellan öarna är steniga där muddring inte företagits. Vid lågvatten kan det vara problem för djupgående båtar.
Närmaste öar i norr är Granholmen, barrskogstäckt ö. ”Lilla Lillögrund” och i nordost Börstskärsgrund med vegetation liknande den på Lillögrund. I sydost Hällskäret med blandskog, rakt söderut Svallgrundet med lövskog. I sydväst Storölandet. Storön liksom Lillön i väster var som namnen anger förr verkliga öar, numera fastland.

## Tillfart till Lillögrund
Vintertid sker tillfart med skidor från Storön, Lillön eller utgångspunkter mellan Marahamn och Lillön. Vid isbeläggning utan snöfall har det ibland gått att åka skridskor på älven från Kalix eller andra utgångspunkter. Numera åker många snöskoter för att angöra Lillögrund.
Sommartid angörs Lillögrund med båt från Marahamn efter utprickad farled genom sundet Börstskärsgrund-Korsgrundet eller från Marahamn mot sydväst mellan Finskören och Gåsören mot Granholmens nordvästra udde och genom sundet mellan Lillön och Granholmen. Sjöfarande utifrån havet når Lillögrund via några prickar utanför Hällskäret och Trutskär och till farleden mellan Lillögrund och Hällskär.
De första nyttjarna av Lillögrund torde ha varit fiskare och säljägare från närliggande byar, som angjorde ön med sina rodd- eller segelbåtar för utövande av sin näring, vila, övernattning i det fria, skydd för stormar och liknande. Med tiden har ön bidragit med vedbrand, bärplockning och fårbete.

## Ursprunglig källa
- LILLÖGRUND, N 65° 44'3, O 23°9'5 av Lennart Westerberg i samarbete med Kustringen och Statens Fastighetsverk